# Tanaka Hayuma
Tanaka Hayuma (田中 隼磨 sinh ngày 31 tháng 7 năm 1982 ở Matsumoto, Nagano) là một cầu thủ bóng đá người Nhật Bản. Anh được biết đến với sức bền tốt. Anh ra mắt đội tuyển quốc gia ngày 9 tháng 8 năm 2006, trong trận giao hữu trước Trinidad và Tobago.

## Thống kê sự nghiệp
Cập nhật đến ngày 23 tháng 2 năm 2018.
| Thành tích câu lạc bộ | Thành tích câu lạc bộ | Thành tích câu lạc bộ | Giải vô địch | Giải vô địch | Cúp                   | Cúp                   | Cúp Liên đoàn | Cúp Liên đoàn | Châu lục | Châu lục  | Tổng cộng | Tổng cộng |
| Mùa giải              | Câu lạc bộ            | Giải vô địch          | Số trận      | Bàn thắng    | Số trận               | Bàn thắng             | Số trận       | Bàn thắng     | Số trận  | Bàn thắng | Số trận   | Bàn thắng |
| Nhật Bản              | Nhật Bản              | Nhật Bản              | Giải vô địch | Giải vô địch | Cúp Hoàng đế Nhật Bản | Cúp Hoàng đế Nhật Bản | Cúp Liên đoàn | Cúp Liên đoàn | AFC      | AFC       | Tổng cộng | Tổng cộng |
| --------------------- | --------------------- | --------------------- | ------------ | ------------ | --------------------- | --------------------- | ------------- | ------------- | -------- | --------- | --------- | --------- |
| 2000                  | Yokohama F. Marinos   | J1 League             | 0            | 0            | 3                     | 0                     | 0             | 0             | -        | -         | 3         | 0         |
| 2001                  | Yokohama F. Marinos   | J1 League             | 16           | 0            | 0                     | 0                     | 5             | 0             | -        | -         | 21        | 0         |
| 2002                  | Yokohama F. Marinos   | J1 League             | 0            | 0            | -                     | -                     | 2             | 0             | -        | -         | 2         | 0         |
| 2002                  | Tokyo Verdy 1969      | J1 League             | 16           | 2            | 0                     | 0                     | -             | -             | -        | -         | 16        | 2         |
| 2003                  | Tokyo Verdy 1969      | J1 League             | 10           | 0            | 2                     | 0                     | 3             | 0             | -        | -         | 15        | 0         |
| 2004                  | Yokohama F. Marinos   | J1 League             | 23           | 1            | 2                     | 0                     | 5             | 0             | 2        | 0         | 32        | 1         |
| 2005                  | Yokohama F. Marinos   | J1 League             | 31           | 1            | 1                     | 0                     | 4             | 0             | 6        | 0         | 42        | 1         |
| 2006                  | Yokohama F. Marinos   | J1 League             | 34           | 5            | 1                     | 0                     | 9             | 2             | -        | -         | 44        | 7         |
| 2007                  | Yokohama F. Marinos   | J1 League             | 32           | 2            | 2                     | 0                     | 9             | 0             | -        | -         | 43        | 2         |
| 2008                  | Yokohama F. Marinos   | J1 League             | 32           | 1            | 4                     | 1                     | 8             | 1             | -        | -         | 44        | 3         |
| 2009                  | Nagoya Grampus        | J1 League             | 29           | 0            | 6                     | 0                     | 2             | 0             | 9        | 0         | 46        | 0         |
| 2010                  | Nagoya Grampus        | J1 League             | 33           | 0            | 3                     | 0                     | 5             | 0             | -        | -         | 41        | 0         |
| 2011                  | Nagoya Grampus        | J1 League             | 34           | 1            | 5                     | 0                     | 2             | 0             | 6        | 0         | 47        | 1         |
| 2012                  | Nagoya Grampus        | J1 League             | 31           | 1            | 3                     | 0                     | 1             | 0             | 6        | 0         | 41        | 1         |
| 2013                  | Nagoya Grampus        | J1 League             | 34           | 1            | 0                     | 0                     | 5             | 0             | -        | -         | 39        | 1         |
| 2014                  | Matsumoto Yamaga      | J2 League             | 39           | 0            | 1                     | 0                     | -             | -             | -        | -         | 40        | 0         |
| 2015                  | Matsumoto Yamaga      | J1 League             | 34           | 0            | 4                     | 0                     | 2             | 0             | –        | –         | 40        | 0         |
| 2016                  | Matsumoto Yamaga      | J2 League             | 28           | 1            | 0                     | 0                     | –             | –             | –        | –         | 28        | 1         |
| 2017                  | Matsumoto Yamaga      | J2 League             | 40           | 1            | 1                     | 0                     | –             | –             | –        | –         | 41        | 1         |
| Tổng cộng sự nghiệp   | Tổng cộng sự nghiệp   | Tổng cộng sự nghiệp   | 496          | 17           | 38                    | 1                     | 62            | 3             | 29       | 0         | 625       | 21        |

## Thống kê sự nghiệp quốc tế
| Đội tuyển quốc gia Nhật Bản | Đội tuyển quốc gia Nhật Bản | Đội tuyển quốc gia Nhật Bản |
| Năm                         | Số trận                     | Bàn thắng                   |
| --------------------------- | --------------------------- | --------------------------- |
| 2006                        | 1                           | 0                           |
| Tổng                        | 1                           | 0                           |

## Danh hiệu

### Câu lạc bộ
Yokohama F. Marinos
- J1 League: 2004

Nagoya Grampus
- J1 League: 2010
- Siêu cúp Nhật Bản: 2011